# Lauri Malmberg
Kaarlo Lauri Torvald Malmberg (Helsinki, 8 maggio 1888 – Helsinki, 14 marzo 1948) è stato un generale finlandese.

## Biografia
Malmberg nacque a Helsinki, nella provincia finlandese dell'impero russo nel 1888, terzo figlio del notaio della città di Helsingfors Emil e della poetessa Aino Malmberg, nata Perenius.
Giovanissimo fu avviato alla carriera militare ed entrò nella Scuola di Fanteria di Khaapsalu dalla quale uscì sottotenente nel 1910. Destinato ad un reggimento finlandese dell'esercito russo entrò presto in contatto con diversi altri ufficiali di origini finniche legati al movimento nazionalista, tra i quali Karl Mandelin, Ulrich von Coler, Eduard Ausfeld, Erik Heinrichs, Gabriel von Bonsdorff e Lennart Oesch. Nel 1913 fu espulso dall'esercito russo; allo scoppio della prima guerra mondiale giunse, come gran parte dei suoi compagni, clandestino in Germania dove si unì al Movimento Jaeger fondato da Juho Heiskanen, Kurt Martti Wallenius e Osvald Sivén quale scissione del XXVII Reggimento fanteria reale prussiana, composto esclusivamente da finlandesi che il governo tedesco sosteneva nell'intento di costituire una libera nazione finlandese alleata della Germania e con a capo un principe tedesco; inoltre si occupò del reclutamento di giovani ufficiali e soldati dell'esercito russo di origini finlandesi prigionieri di guerra: furono in molti coloro che aderirono alla proposta di Malmberg, tra i quali Jarl Lundqvist e Hugo Östermann.
Servì con gli Jaeger sul fronte orientale, guadagnandosi la promozione a tenente e la croce di ferro e successivamente per il Regno di Finlandia nel 1918. Fece parte della guardia bianca del maresciallo Mannerheim durante la guerra civile finlandese, giungendo fino al grado di capitano.
Malmberg ebbe una rapida carriera: promosso maggiore nel 1920 e colonnello nel 1923, già nel 1925, a soli trentasette anni diveniva maggior generale ed uno dei più apprezzati ufficiali dell'esercito finlandese. Nello stesso anno fu nominato capo di stato maggiore della Difesa. Inoltre Malmberg fu anche molto attivo in politica: tra il 1921 e il 1944 fu a capo della Suojeluskunta, la Guardia Civile Finlandese, un organismo paramilitare nazionalista che prendeva come esempio i Corpi franchi tedeschi e della quale facevano parte ufficiali quali il generale Wallenius, il generale Hannu Hannuksela, Aladár Passonen e Harald Öhquist.
Fu Ministro della Difesa tra il 1924 al 1925, quando fu privato dell'incarico a causa delle sue tendenze politiche d'estrema destra; difatti nel 1933 partecipò con Kurt Martti Wallenius, Hannuksela, Vihtori Kosola e Öhquist alla ribellione di Mäntsälä, che aveva come intento il rapimento del presidente Kaarlo Juho Ståhlberg e la proclamazione di un governo militare. La rivolta fu stroncata: il partito di Lapua che la sosteneva e di cui Kosola faceva parte fu sciolto, Malmberg, Wallenius, Kosola e Öhquist condannati a pene detentive, mentre Hannuksela fu posto agli arresti domiciliari per qualche tempo. Scarcerato nel 1935 Malmberg lasciò l'esercito. Fu richiamato nel 1939 in occasione della guerra d'inverno, durante la quale comandò la XVI Armata in Carelia. Dopo il 1940 vide sciogliere il suo movimento della Guardia Civile quale anti sovietico (1944); ritiratosi a vita privata morì ad Helsinki nel 1948. Gli venne concesso il grado postumo di tenente generale.